# Workhouse

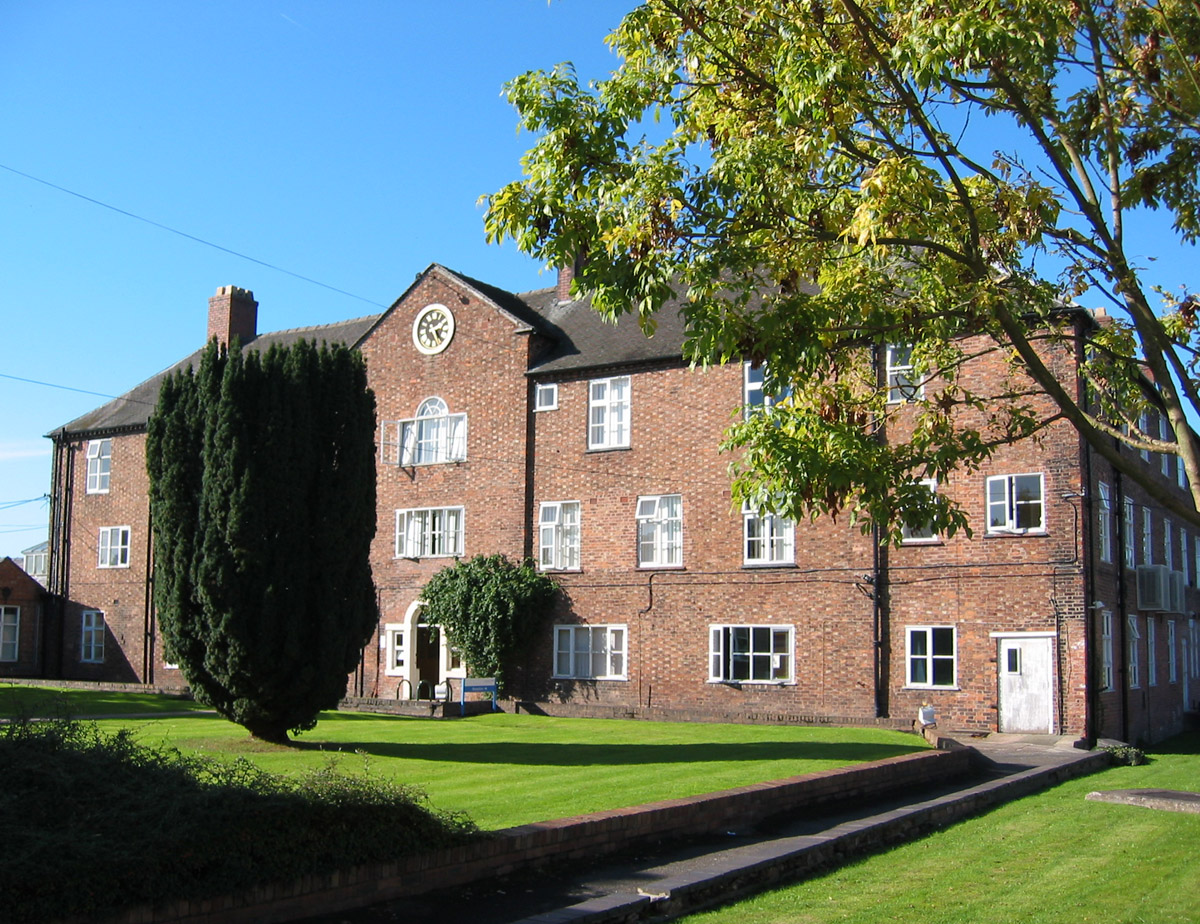
Antigua workhouse del año 1900
en Nantwich.

En la Historia del Reino Unido una workhouse era un lugar donde la gente pobre que no tenía con qué subsistir podía ir a vivir y trabajar. También se utilizaba para los ancianos que trabajaban. El ejemplo más antiguo de una workhouse data de 1652 en Exeter, aunque no existen evidencias escritas de la presencia de estas instituciones anteriores a esa fecha. Algunos documentos escritos hablan de una workhouse en Abingdon hacia 1631.
Los orígenes se remontan al estatuto de Cambridge de 1388, que intentó abordar la escasez de mano de obra tras la Peste Negra en Inglaterra restringiendo el movimiento de los trabajadores y, en última estancia, implicó que el estado se responsabilizara del apoyo a los pobres. Sin embargo, el desempleo masivo tras las guerras napoleónicas en 1815, la introducción de la primera tecnología industrial que reemplazaba a los trabajadores agrícolas y una serie de malas cosechas, desembocaron para 1830 en que el sistema de apoyo a los pobres era insostenible. La nueva Ley de los Pobres de 1834 intentó revertir la tendencia al desalentar la prestación de ayuda a cualquiera que se negara a ingresar en este asilo de pobres. Las ganancias obtenidas con el trabajo gratuito de los internos servía para administrar y mantener la propia workhouse. La mayoría eran empleados en tareas repetitivas y extenuantes como picar piedras, triturar huesos que eran empleados como fertilizante, o recolectar estopa.
A medida que avanzaba el siglo XIX, los asilos de pobres se fueron convirtiendo cada vez más en refugios para ancianos, enfermos y discapacitados, en lugar de pobres sanos, y en 1929 se aprobó una ley que permitía a las autoridades locales hacerse cargo de las enfermerías de las workhouses como hospitales municipales. Aunque las workhouses fueron formalmente abolidas por la misma ley en 1930, muchas continuaron bajo el nuevo nombre de institución de asistencia pública bajo el control de las autoridades locales. No fue hasta la introducción de la Ley de Asistencia Nacional de 1948, que los últimos vestigios de la Ley de Pobres finalmente desaparecieron, y con ellos los asilos de pobres o workhouses.